# Hana Hou!
Hana Hou! (Hawaïaans voor toegift!) is een Amerikaans tijdschrift. Het is het in-flight magazine van Hawaiian Airlines maar is ook per abonnement verkrijgbaar en in krantenkiosks in Hawaï. Het tijdschrift verschijnt zes keer per jaar.
Naast de Engelstalige variant (oplage 135.000 exemplaren of meer) is er ook een versie voor Japanse reizigers (50.000 exemplaren) en eentje voor de Koreaanse en Chinese reizigers (15.000 exemplaren). Het blad wordt voor Hawaiian Airlines door het in Honolulu gevestigde bedrijf Pacific Travelogue Inc. uitgegeven. De eerste editie verscheen in 1998.